# Phoenix dactylifera
Dattier, Palmier dattier
Espèce
Classification phylogénétique
Le dattier ou palmier dattier (Phoenix dactylifera L.) est une espèce de plantes monocotylédones de la famille des Arécacées (Palmiers) et de la sous-famille des Coryphoideae, largement cultivé d'abord pour ses fruits : les dattes. Dans l'agriculture d'oasis saharienne, c'est la plante (qui n'est pas un arbre à proprement parler) qui domine la strate arborée des arbres fruitiers qui poussent à son ombre et qui, eux-mêmes, couvrent cultures maraîchères, fourragères, voire céréalières. A priori on ne connaîssait pas cette espèce à l'état spontané (sauvage), mais sub-spontané (échappée de culture). Toutefois, une étude publiée en 2017 semble avoir identifié une petite population sauvage en Oman.
Cette plante monocotylédone n'est pas un arbre, au sens botanique, car elle ne produit pas de vrai bois. C'est plutôt une « herbe géante ». Donc abusivement, le terme d'« arbre » est utilisé pour parler d'un dattier. Toutefois, ce palmier constitue souvent une des strates arborées dans son milieu.
Les connaissances, savoir-faire, traditions et pratiques associés au palmier dattier sont inscrits sur la liste représentative du patrimoine culturel immatériel de l'humanité en décembre 2019.

## Description

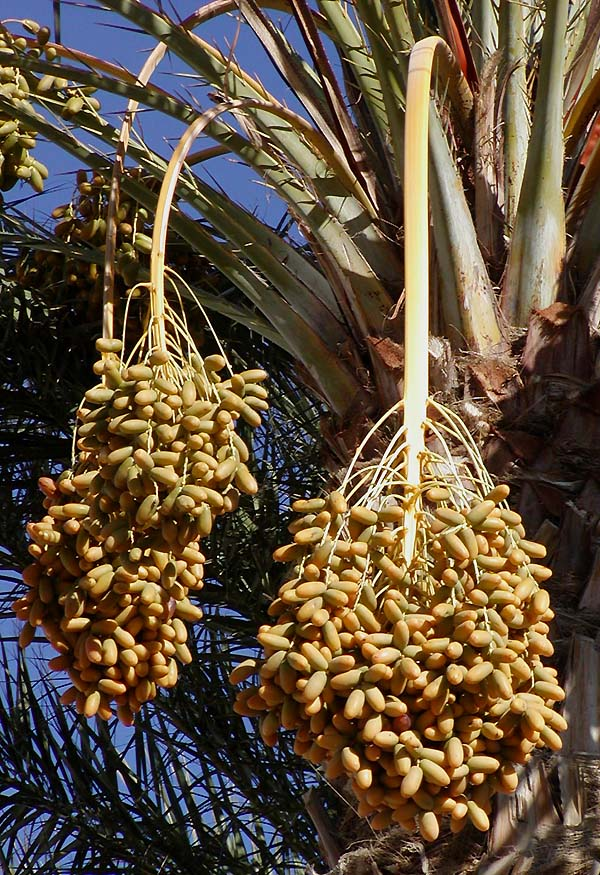
Dattes.

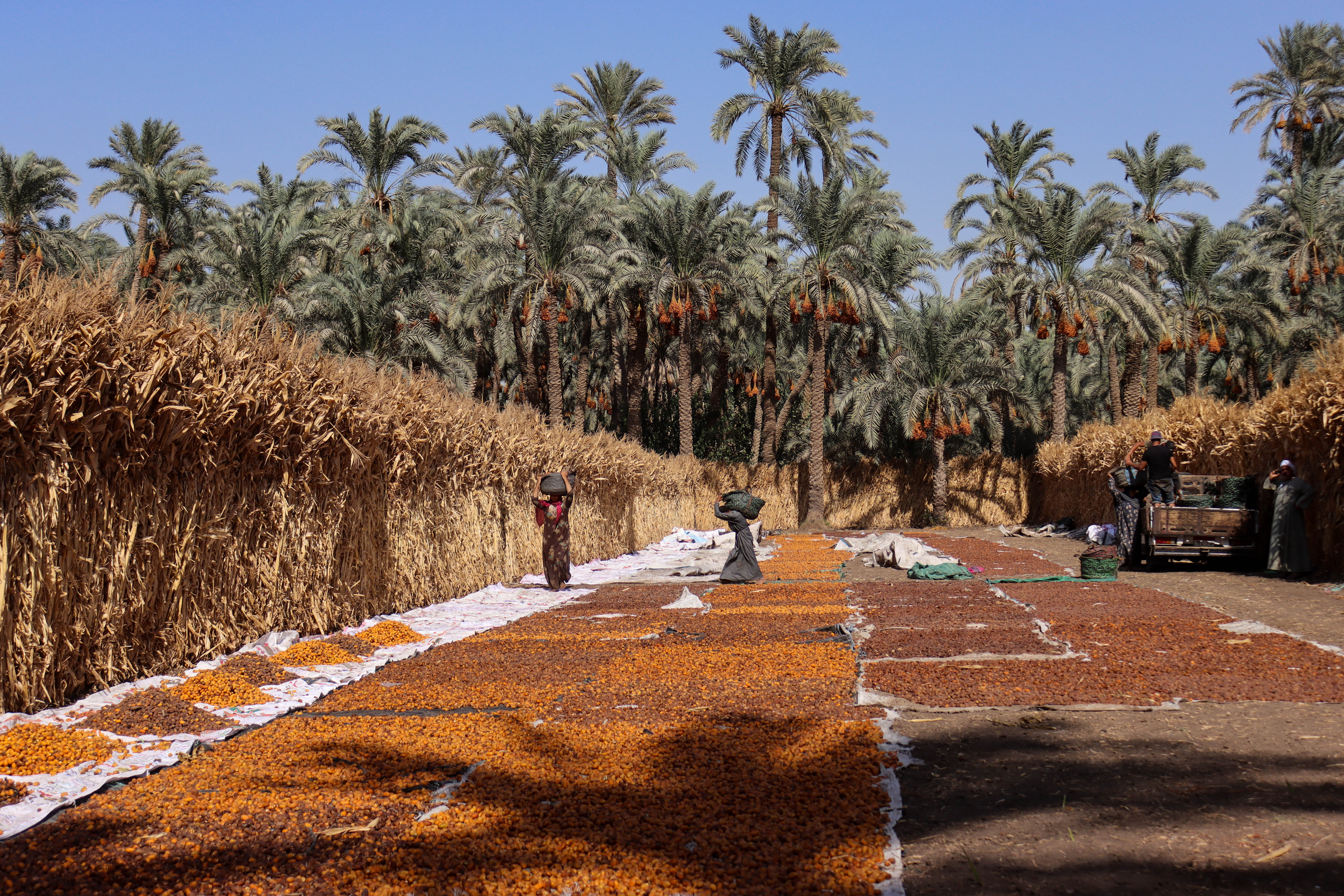
Dattiers.

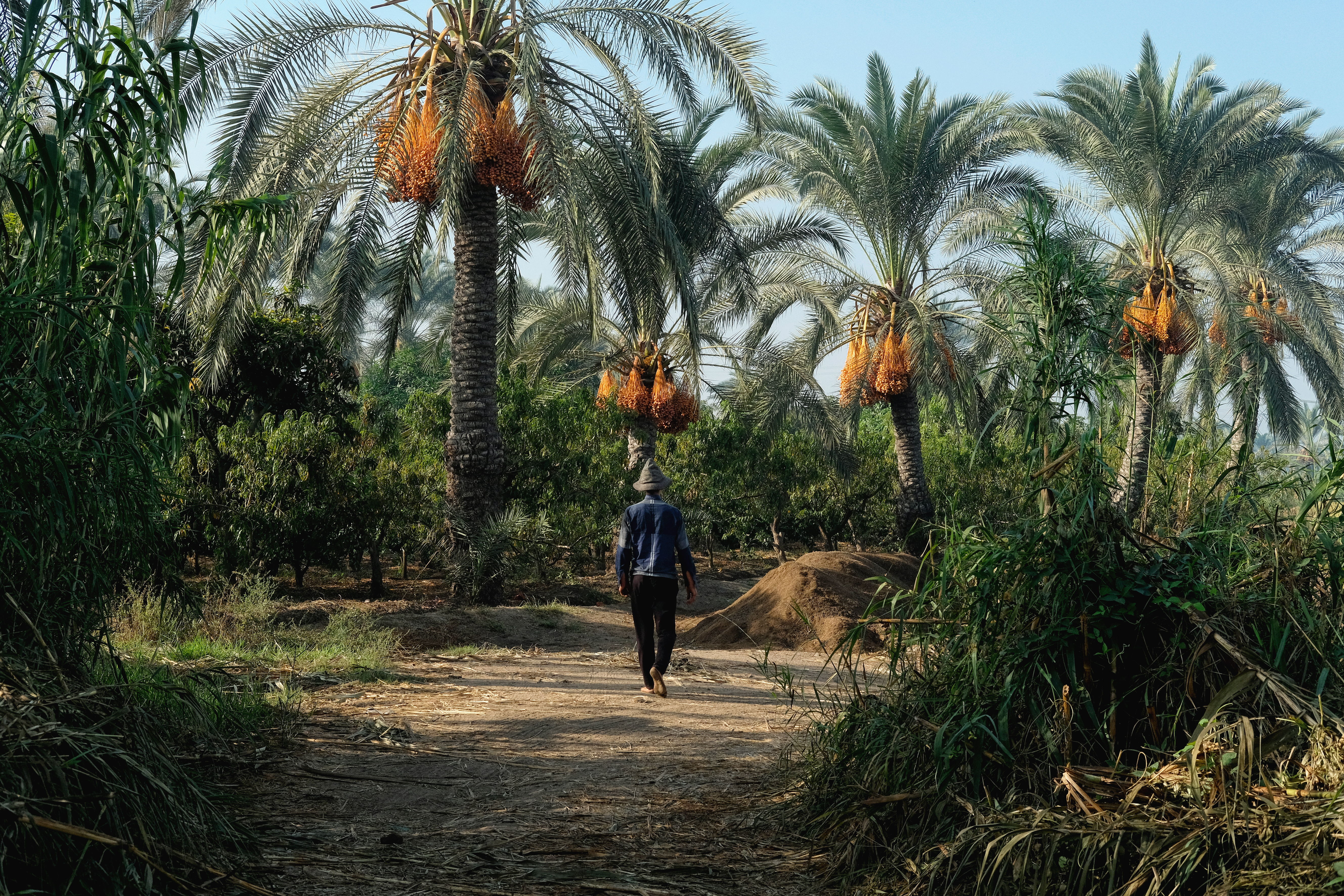
Dattiers.

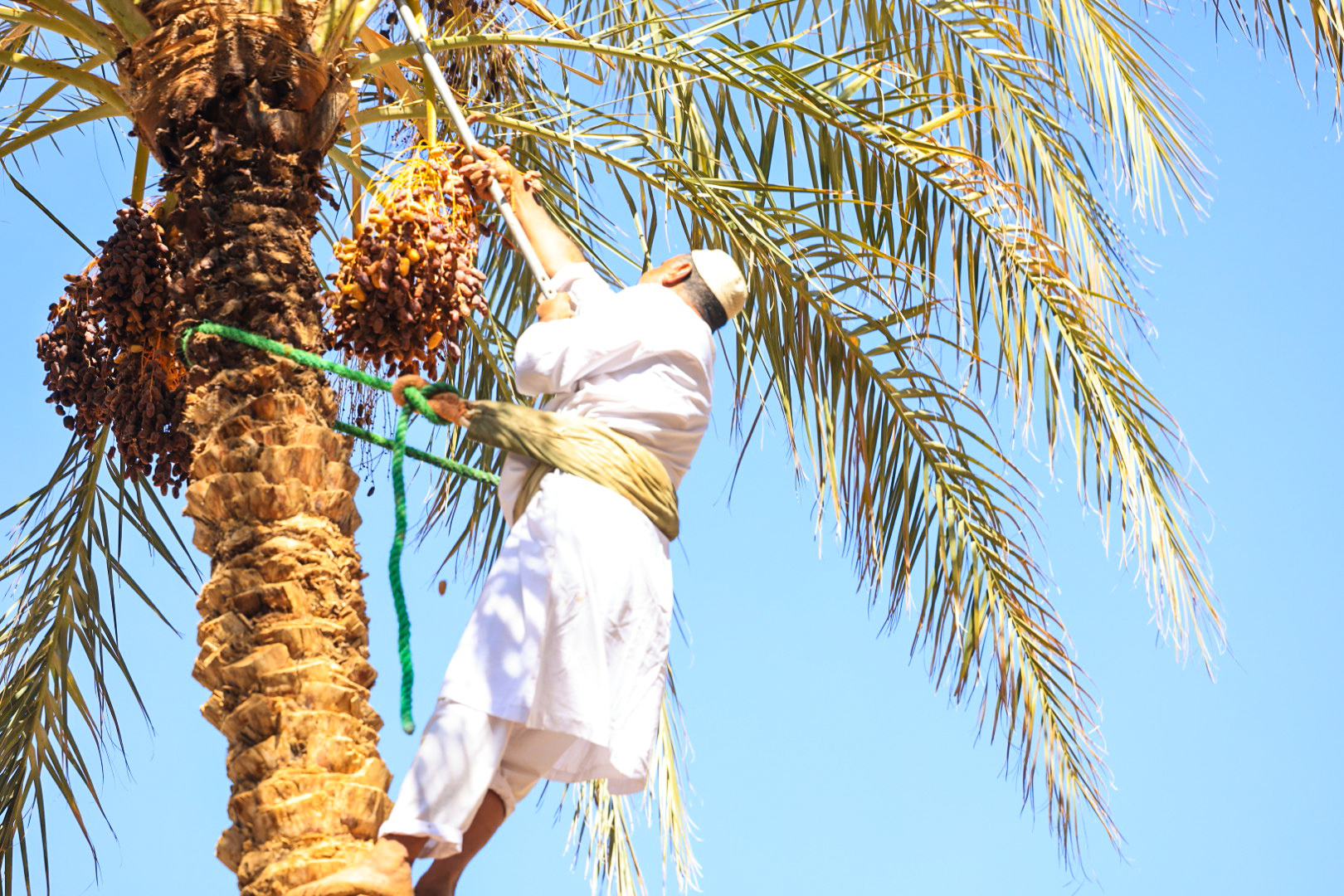
Recolte de dattes.

Le dattier est un grand palmier de 15 à 30 m de haut, au stipe (simili-tronc) cylindrique, portant une couronne de feuilles (les palmes).
Les feuilles sont pennées, finement divisées et longues de 4 à 7 mètres.
L'espèce est dioïque : les fleurs mâles et femelles sont portées par des individus différents. Les inflorescences mâles ou femelles, appelées spadices, sont enveloppées d’une très grande bractée membraneuse, la spathe. Les fleurs femelles ont trois carpelles indépendants, dont un seul se développe pour former la datte. Du fait de la longueur de la phase végétative du palmier, on ne peut connaître le sexe d'un plant qu'après 6 à 8 ans.
Les fruits sont appelés dattes et sont groupés en régimes : ce sont des baies, à chair sucrée entourant un « noyau » osseux qui est en fait la graine.

## Culture
La culture du dattier est appelée phœniciculture. Un verger de dattiers est une palmeraie appelée datteraie. Phoenix dactylifera résiste bien au froid (jusqu'à −12 °C) comme à la sécheresse.
C'est un grand palmier, qui pousse vite s'il est bien arrosé. Idéalement, il prospère en situation désertique aride, à condition d'avoir suffisamment d'eau à disposition. Malgré tout, il est assez présent, pour raison ornementale, sur la côte d'Améthyste, sur la Côte d'Azur et un peu sur la façade atlantique française, où il se montre parfaitement rustique. En revanche, il ne faut pas espérer de récolte de dattes en France, car il faut beaucoup de chaleur et d'ensoleillement pour la maturation des fruits.
La pollinisation se fait par le vent (anémophilie) dans la nature. En culture, le nombre volontairement réduit (par l'Homme) de palmiers mâles oblige à pratiquer une pollinisation artificielle, à la main. Dans les oasis algériennes ou tunisiennes, les mâles appelés dhkkar (ذكر = « mâle » en arabe) sont souvent comptés à un pour 100 pieds femelles.
La propagation des palmiers-dattiers se fait par clonage : soit traditionnellement, par prélèvement de drageons ou rejets (qu'on appelle souvent en arabe djebbar ou ghars en Afrique du Nord), soit plus récemment par culture in vitro, afin de conserver les cultivars choisis. En effet, le simple semis d'un palmier ne permettrait ni de retrouver les qualités (gustatives du fruit notamment) d'origine, ni d'être certain de son sexe (et seuls les pieds femelles sont choisis pour être multipliés, car porteurs de fruits). Cela dit, le semis est très facile et souvent involontaire et peut, dans de rares cas, être à l'origine d'un dattier femelle intéressant qui sera retenu, et reproduit, devenant ainsi un nouveau cultivar. Les pieds mâles fleurissent 3 à 5 ans après le semis, les femelles 6 à 10 ans après. Dans les oasis traditionnelles en Afrique du Nord, les agriculteurs oasiens continuent à sélectionner à partir des populations de semis qui ont germé au hasard des variétés nouvelles qui seront ensuite multipliées par clonage : l'enrichissement des collections de clones ou cultivars se poursuit. Dans ces zones (le Drâa et le Tafilalet au Maroc, Mzab, Gourara en Algérie, Jérid en Tunisie, etc., mais en fait, un peu partout où la phœniciculture existe), ce processus de sélection paysanne offre de nouveaux cultivars qui sont nommés, et donc aussi des noms vernaculaires à ces variétés de palmiers.

## Origine et distribution
Le dattier cultivé est connu depuis la plus haute Antiquité. Son origine serait située dans l'Ouest de l'Inde ou dans la région du golfe Persique. Il est répandu dans tous les grands ensembles désertiques chauds du globe situés aux latitudes tropicales et subtropicales, du Sahara en passant par la péninsule Arabique jusque dans la petite vallée de l'Indus en Inde et au Pakistan. On le retrouve aussi en Afrique subsaharienne : à Djibouti, en Érythrée, au nord de la Somalie (Somaliland, Puntland) ainsi que dans la plupart des oasis en Namibie et en Afrique du Sud voisine. Le dattier est donc très répandu en Afrique et en Asie du Sud-Ouest étant donné la grande superficie des zones arides chaudes qui s'y trouvent en relative abondance, mais il est également cultivé, dans une bien moindre mesure certes, dans les régions les plus arides des États-Unis, et notamment en Arizona et en Californie. La sexualité du dattier était connue des Assyriens et des Chaldéens qui savaient détruire les quelques pieds mâles d'une oasis afin d'affamer leur ennemi[réf. souhaitée]. Au niveau des latitudes plus septentrionales, il peut être cultivé, mais ne fructifie pas ou donne des fruits médiocres (c'est le cas de la palmeraie d'Elche en Espagne, ou de ce qu'il reste de celle de Bordighera près de Sanremo en Italie).
Le dattier est très exigeant du point de vue climatique : il lui faut une grande luminosité ambiante continue, une chaleur importante et prolongée ainsi qu'une sécheresse accrue de l'air et du climat en général, toutes conditions réunies dans les déserts chauds, et particulièrement en milieu saharien ; ce dernier constitue d'ailleurs la terre de prédilection du dattier. Mais en même temps, l'originalité du dattier est qu'il est capable de supporter des températures nocturnes particulièrement basses, comme elles le sont souvent en période fraîche dans les déserts.
Il a été introduit dans les cinq continents, en particulier en Amérique à partir du XVIe siècle et en Australie au XIXe siècle. Il est l'objet de cultures commerciales en Afrique du Nord, au Moyen-Orient et aux États-Unis (Californie et Arizona principalement).

## Variétés
Il existe des milliers de cultivars, communément qualifiés de variétés. Comme le palmier dattier est multiplié végétativement, ses cultivars sont des clones ou des groupes de clones.
Les différents cultivars sont généralement classés selon la texture et la consistance des fruits à maturité en deux grands groupes : les dattes sèches et les dattes molles. Les dattes intermédiaires en demi-sèches ou demi-molles.
En Tunisie, on compte plus de 300 cultivars,, avec notamment les variétés Ftimi ou Kenta.
En Algérie, plus de 1 160 cultivars sont recensés. Deglet nour, Ghars, Degla Beydha, Tilemsu/Hmiira, Tinnaser, Tigazza, Tazerzayet, Taqerbuch sont très répandus. Il en existe bien d'autres caractérisant chaque région comme Seb'a Bedra', Aggaz, Cheykh Mhammed, 'Aabbad, Daglat Talmiin, El hmira, ’Adam Figiig, Mahdi, Wargliyyah, etc.
Au Maroc, on compte près de 220 cultivars comme Bu-Feggus, Bu Yittob, Bu-su'ayr, Bu-sehamî, Bu-skrî, Jhayl et Medjoul. Bu-su'ayr est le moins apprécié, il ne coûte que 0,50 €[Quand ?] à la récolte. Les autres dattes varient entre 1 et 4 € le kilogramme à la récolte[Quand ?]. Le cultivar Bu-shamî est typiquement de Zagora, ses petits fruits sont noirs à maturité et d'un goût très sucré. Le cultivar Bu-Yittob donne des dattes très grandes et larges. Bou-Skrî a de long fruits sucrés. Jhayl est, comme son nom l'indique, très abondant. Bu-Feggus est le plus apprécié.
On note d'autres variétés dans d'autres zones géographiques, comme Mazafati en Iran.
Parmi les dattes molles les plus appréciées, le cultivar le plus connu est le Deglet nour, quasiment le seul commercialisé en France avec le Medjoul.

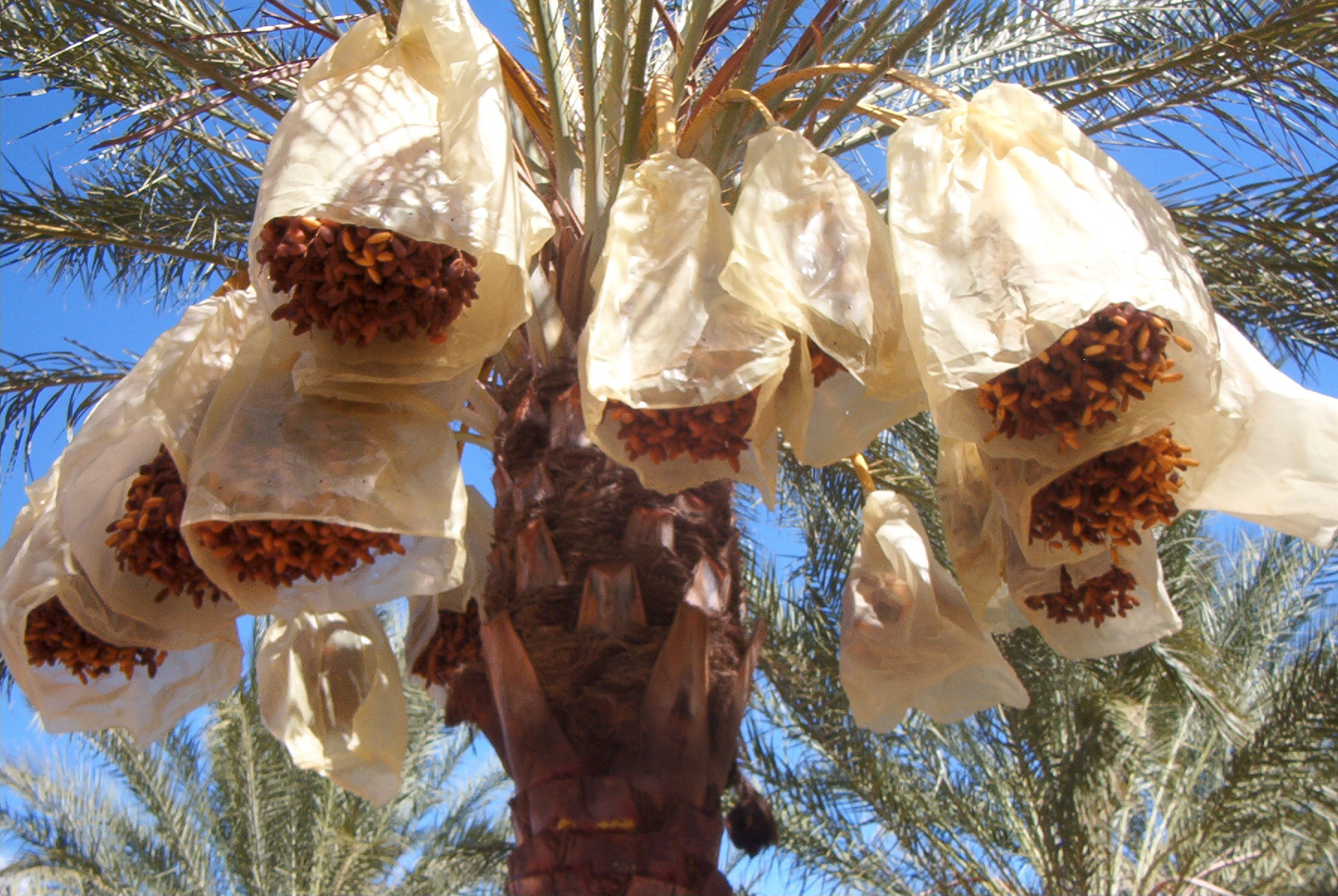
Avant la cueillette à Tolga (Algérie).

### Inventaire des cultivars
Les cultivars du dattier sont identifiés par des appellations vernaculaires. Les caractères morphologiques du palmier adulte et surtout des fruits sont les critères habituellement utilisés pour distinguer les variétés. Les efforts de caractérisation sont hétérogènes d'un pays à un autre. Aujourd'hui, sur la base d'une proposition maghrébine, Bioversity International a édité les descripteurs du dattier, ce qui permettra de décrire les cultivars selon un standard commun. Il est évidemment possible de facilement caractériser ces cultivars par analyse génétique, puisque ce sont des clones.
En plus des cultivars identifiés, il existe dans les oasis des palmiers la catégorie intermédiaire des palmiers multipliés à partir de « francs » – issus de semis, qui n'ont donc pas les mêmes caractéristiques que les cultivars connus –, et qui sont récemment sélectionnés mais non identifiés par des appellations (voir le cas dans l'oasis de Siwa). Cette catégorie est très riche en diversité et représente 1 à 10 % au moins du nombre total de palmiers dans une palmeraie. Ils sont le plus souvent connus sous les vocables qui les désignent comme des catégories particulières ; on y trouve selon les régions les appellations : Khalt, Ighess, Noya, Aghemmu, A'dam, Dguel, Degla, etc. Les palmiers mâles sont souvent appelés dokkar ou dhokkar sans distinction comme les autres francs femelles issus de graines.
À force de généraliser la culture de cultivars dits meilleurs ou de bonne qualité ou encore d'exportation, le plus grand nombre de cultivars et surtout de francs et de palmiers mâles (dokkars) sont soumis à une érosion dramatique.
En Algérie, plus de 50 % des palmiers cultivés sont du cultivar Deglet Nour, bien qu'il existe d'autres cultivars mieux adaptés, plus résistants à la sécheresse et aux maladies, et encore plus productifs ou plus précoces.
L'une des dattes les plus grosses est Daglat Talmiin. L'une des plus précoces est Cheikh Mhammed ou Wargliyyah/Ferranah (maturité : juin). La datte la plus longue est celle du cultivar dit Seb'a Bedra’ (> 7 cm). L'un des cultivars résistants au Bayoud (fusariose) est le Taqerbucht bien que d'autres sont supposés l'être comme Tiwraghin, ’Adama Figig, Akerbuch, Takermust.

## Utilisation

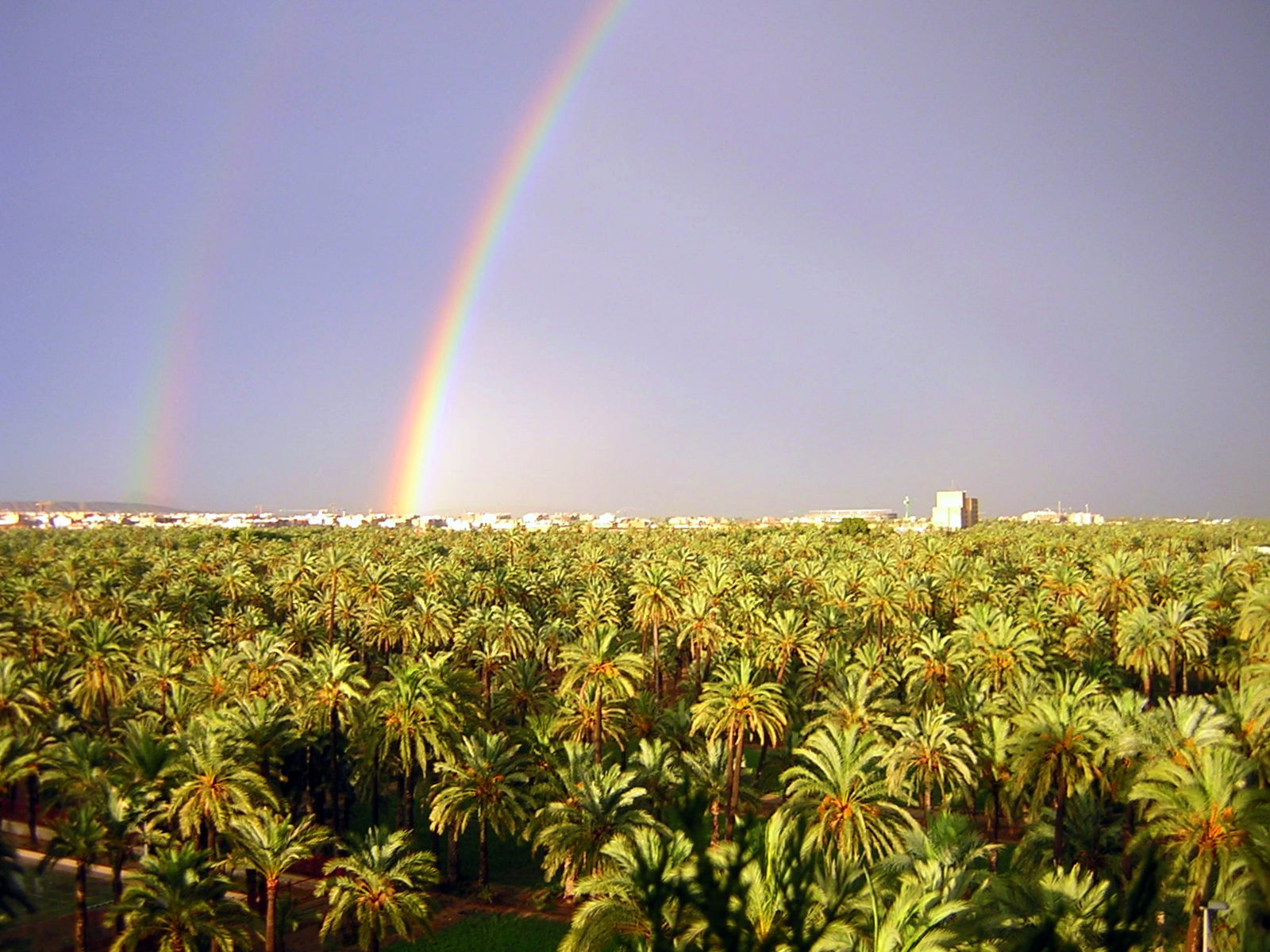
Palmeraie d'Elche.

Le dattier fournit des fruits, très énergétiques, mais plus encore. Plus de 130 usages sont identifiés auprès des populations oasiennes :
- ses dattes servent à la production de miel de datte (Rob), de vinaigre et de boissons alcoolisées ou non (dans certains pays d’Afrique du Nord, le dattier est utilisé pour extraire le legmi de son stipe (simili-tronc), en incisant le bourgeon terminal de la plante et en récupérant la sève, un peu à la manière de l'eau d'érable Amérique du Nord) ;
- les anciens en faisaient également le silan (sirop de dattes[11]), un type de miel utilisé autrefois pour améliorer desserts et gâteaux[12] ;
- son « bois » est précieux, tant comme combustible que comme bois d'œuvre, dans des régions où les arbres sont très rares ;
- ses feuilles (palmes) fournissent une matière première pour la fabrication de divers objets de vannerie. Entières, elles sont utilisées pour couvrir les toits ou fixer les dunes (afreg). Le rachis sert pour la confection des articles de meubles. Les bases des pétioles (kornaf) sont utilisées dans la construction ou dans des travaux artistiques d'ébénisterie (à Metlili, à côté de Ghardaïa, par exemple) ;
- le bourgeon terminal, comme pour beaucoup de palmiers, peut être consommé comme chou palmiste ;
- les épines de ses palmes sont utilisées comme porte-brochettes et aussi comme épingles dans le métier à tisser. Parfois certains nomades chasseurs l'utilisent pour fabriquer des pièges pour capturer des gazelles, des fennecs et des mouflons ;
- il est aussi souvent employé comme « arbre » d'ornement.

Maladies :
- Le bayoud (fusariose)
- Liste des causes de dépérissement des palmiers dattiers (en)

### Production
| Production en tonnes. Chiffres 2019. Données de FAOSTAT (FAO). Base de données de la FAO, accès du 21 février 2021. |                 |                                 |
| | Pays            | Production (milliers de tonnes) |
| 1 | Égypte          | 1 603 762                       |
| 2 | Arabie saoudite | 1 539 756                       |
| 3 | Iran            | 1 307 908                       |
| 4 | Algérie         | 1 136 025                       |
| 5 | Irak            | 639 315                         |
| Total monde | Total monde     | 9 075 446                       |

## Bienfaits encosmétique
Les analyses scientifiques réalisées par la marque cosmétique BAIDAVIE prouvent que les dattes (Phœnix dactylifera) sont riches en sucre et minéraux, notamment le calcium, le potassium et le phosphore.
Pour 100 g, la composition est la suivante :
| Composant | mg    |
| --------- | ----- |
| Sucre     | 2 100 |
| Calcium   | 11    |
| Potassium | 8     |
| Phosphore | 5     |

- La combinaison calcium-potassium aide fortement à l'hydratation.
- La combinaison calcium-phosphore est bonne pour l’équilibre de la peau.

## Symbolique du dattier
Dans l'ancienne Égypte, le dattier croissait sur les bords du Nil en abondance. La palme servait à différents usages et particulièrement utilisée comme calendrier, chaque pousse apparaissant précisément chaque mois de 30 jours. Le nombre 8 régi par le dieu Thot était particulièrement important pour la civilisation de l’Égypte antique, les anciens Égyptiens se servaient de ce nombre issu de l'ordre cosmique en rapport avec l'Ogdoade. Ainsi en multipliant 8 par 45, on obtient 360 qui équivaut à la symbolique d'un cercle dont la forme circulaire est en corrélation avec la forme du Soleil et de la Lune mais aussi avec la notion de cycle. Lorsque la palme atteignait 3,60 m ou 8 petites coudées égyptiennes de 45 cm, les anciens Égyptiens arrachaient les pousses de la palme et à la place de la pousse, ils taillaient une encoche, afin que cette palme devenue instrument de mesure soit plus maniable pour les mesures des mouvements lunaires. Cette graduation naturelle permettait entre autres aux femmes égyptiennes de gérer leurs menstruations. La parèdre de Thot, Seshat, la déesse de l'astronomie, de l'architecture et des mathématiques, est représentée sur le temple de Louxor tenant un bâton de palmier entaillé pour marquer le passage du temps et des événements. La palme de Seshat est entaillée par 120 encoches qui correspondaient à chaque jour d'une des 3 saisons égyptiennes, ainsi il fallait 3 palmes de 8 petites coudées pour mesurer une année nilotique du calendrier de l'Égypte antique. Le nombre 3 étant aussi un nombre sacré, il s'explique par la multiplication de 8 petites coudées, qui correspondent aux 24 heures d'une journée. Ainsi, la palme avait divers usages pour diverses mesures.
Chez les Grecs anciens et les Romains, la palme était le symbole de la victoire et décernée aux guerriers victorieux comme aux vainqueurs des épreuves sportives. En France, la feuille du palmier, ou palme, symbolise une décoration : on parle des palmes académiques.

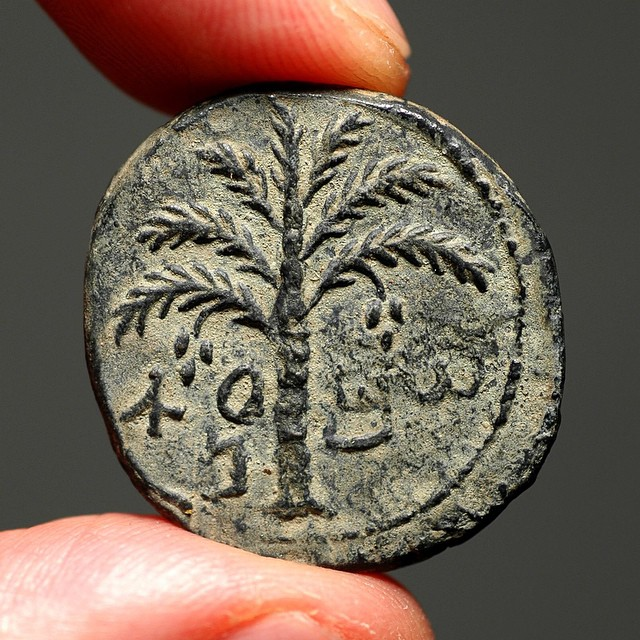
Pièce de monnaie judéene où figure un palmier dattier (132-135)

Dans le judaïsme, la feuille du palmier (loulav) est utilisée lors de la fête de Souccot, à la fois pour fabriquer le toit de la Soucca (cabane), et comme composant des Quatre espèces. Dans le verset du Deutéronome 8:7-8, sont bénies les Sept types de cultures décrivant la fertilité agricole de la terre d'Israël dont celle du dattier. Cette plante est devenue un symbole reconnu du Royaume de Juda ; elle figure sur ses monnaies antiques comme sur les shekels actuels.
Dans la Bible, on trouve en particulier ce verset : « Le juste poussera comme le palmier, il croîtra comme le cèdre du Liban. » (Psaume 92, 12). Le Maguid de Mezritch explique ainsi ce verset : « Il y a deux sortes de Justes. Les uns portent des fruits qui profitent à l'humanité, comme le palmier, les autres étudient égoïstement pour eux-mêmes. Ils sont orgueilleux et stériles comme le cèdre ». Il est également fait allusion au palmier dattier dans d'autres livres de la Bible comme le Cantique des Cantiques (7:8-9) et du Talmud,.
En islam, le dattier est un « arbre » cité dans la parabole du croyant en raison de la généralité de son utilité, de sa longévité et la diversité de ses avantages. Le Coran décrit comment Maryam, mère d'Issā (Jésus), reçoit le conseil de manger des dattes pour soulager les douleurs de l'accouchement. D’après Ibn Omar, Mahomet a dit : « Il y a parmi les arbres un dont les feuilles ne tombent pas. Il est comme le musulman… C’est le dattier, dit-il » (Rapporté par Boukhari, 60).

## Espèces voisines
- Le dattier des Canaries, Phoenix canariensis
- Le dattier de Théophraste, Phoenix theophrasti
- Le dattier du Cap-Vert , Phoenix atlantica[18]

## Semis et germination
Les noyaux de dattes de Phoenix dactylifera germent facilement dans du terreau, un peu plus facilement s'ils ont été auparavant placés dans de l'eau tiède 24 h. Un pot assez profond, plus haut que large est nécessaire, car la plantule développe une racine pivot avant de produire sa première pousse aérienne. La germination peut être très longue (jusqu'à six mois et plus), mais en général elle se produit deux mois après la mise en terre. Le noyau peut aussi être placé dans un endroit relativement chaud (radiateur, cheminée) sur du coton maintenu humide. Il germe ainsi en quelques semaines. Quand la racine atteint entre 5 et 10 cm de long, il peut être planté dans du terreau, mais cette racine reste fragile. Il faut encore patienter plusieurs semaines avant de voir sortir la première feuille. Le palmier aime avoir « les pieds dans l'eau ». Il faut donc s'assurer que la coupelle sous le pot ne soit jamais vide.
Le pouvoir de germination est conservé longtemps. Le noyau de la datte est celui qui contient le moins d'eau parmi toutes les plantes connues. Le record mondial de germination de la plus ancienne graine - qui la fait entrer dans le Guiness des records -  est celui d'un noyau de palmier Phoenix dactylifera L., le palmier dattier de Judée, datant d'il y a environ 2 000 ans ± 50 ans (selon la datation au carbone 14), et qui a germé en 2005, après avoir été retrouvé avec d'autres graines de plantes locales antiques dans les fouilles de la forteresse de Massada du roi Hérode Ier le Grand, de l'époque du Second Temple de Jérusalem,, ; il a été nommé « Mathusalem » et pousse au kibboutz Ketura dans le sud d'Israël, où il a fertilisé d'autres plants qui donnent des fruits,.

## Galerie

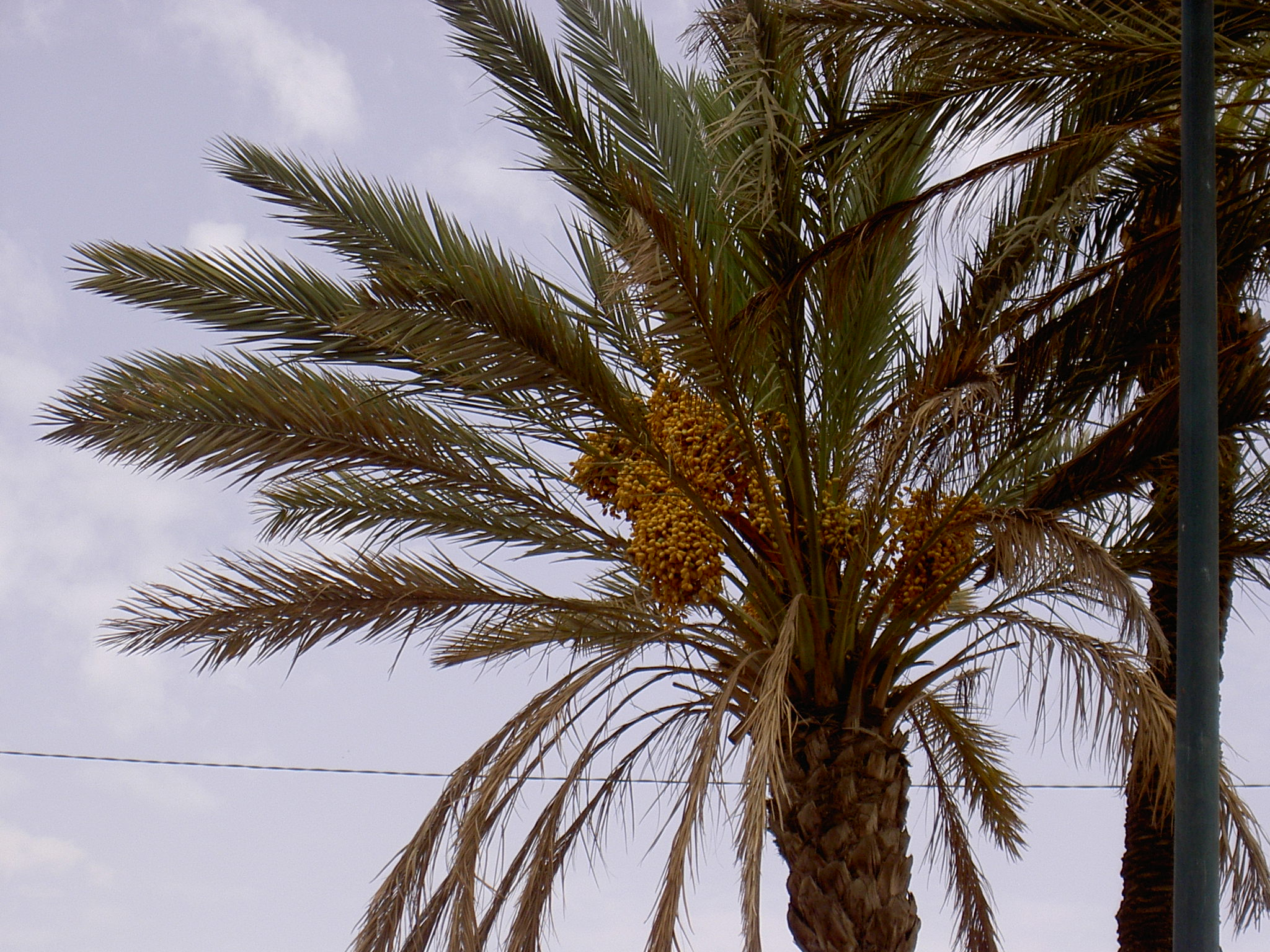
Des dattes dans un palmier.
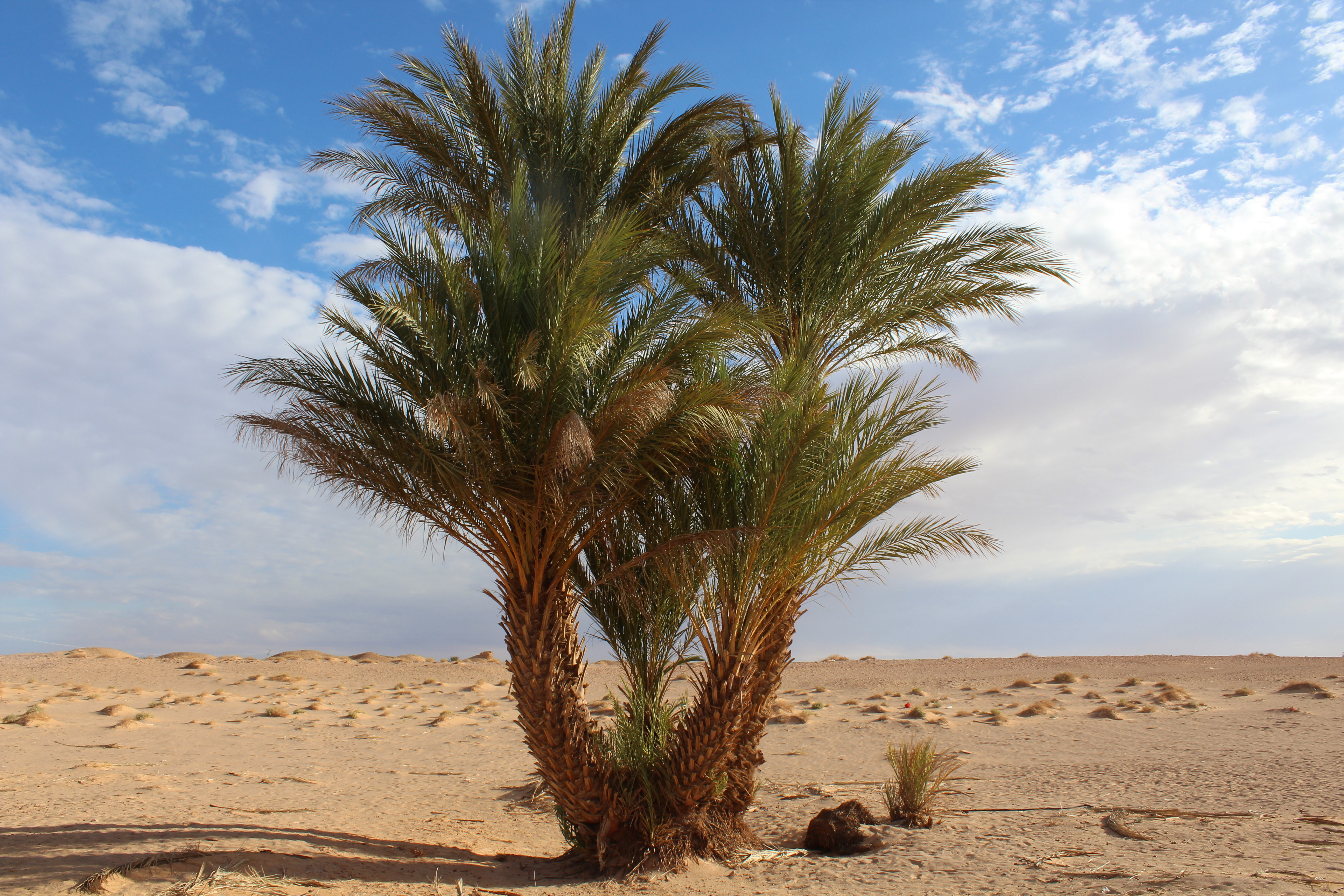
Un dattier à Adrar, Algérie.
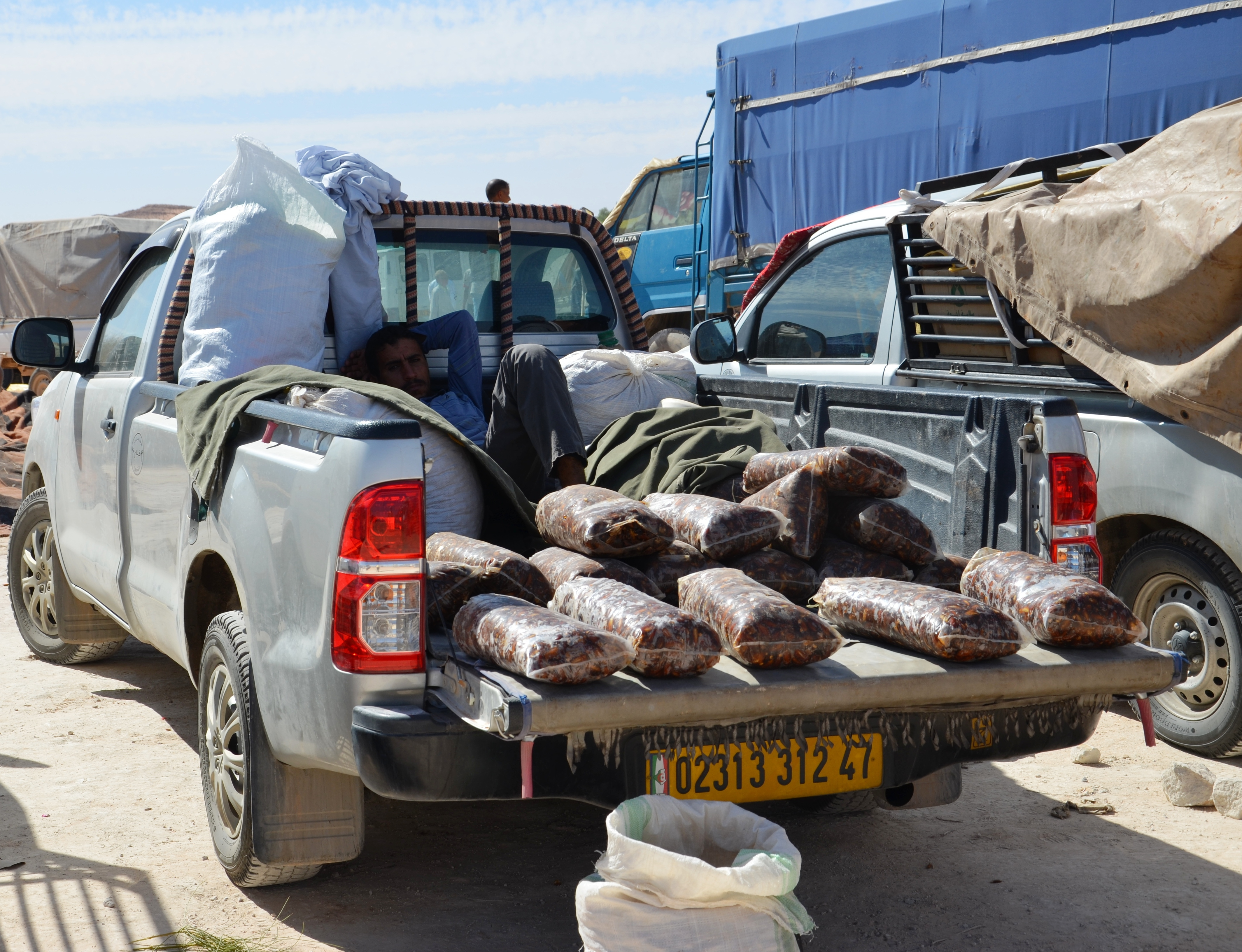
Vente de dattes en pâte sur un marché en Algérie.